# Формула-1 — Гран-прі Австралії 2008
Гран-прі Австралії 2008 року — перший етап чемпіонату світу 2008 року з автоперегонів у класі Формула-1, пройшов з 14 по 16 березня 2008 року на трасі Альберт-Парк у Мельбурні (Австралія). Перемогу на гран-прі святкував британський пілот стайні «Макларен-Мерседес» Льюїс Хемілтон.

## Класифікація

### Кваліфікація
|    | Пілот               | Команда            | 1 частина | 2 частина | 3 частина |
| -- | ------------------- | ------------------ | --------- | --------- | --------- |
| 1  | Льюїс Хемілтон      | Макларен-Мерседес  | 1:26.572  | 1:25.187  | 1:26.714  |
| 2  | Роберт Кубіца       | Заубер-БМВ         | 1:26.103  | 1:25.315  | 1:26.869  |
| 3  | Хейкі Ковалайнен    | Макларен-Мерседес  | 1:25.664  | 1:25.452  | 1:27.079  |
| 4  | Феліпе Масса        | Феррарі            | 1:25.994  | 1:25.691  | 1:27.178  |
| 5  | Нік Хайдфельд       | Заубер-БМВ         | 1:25.960  | 1:25.518  | 1:27.236  |
| 6  | Ярно Труллі         | Тойота             | 1:26.427  | 1:26.101  | 1:28.527  |
| 7  | Ніко Росберг        | Вільямс-Тойота     | 1:26.295  | 1:26.059  | 1:28.687  |
| 8  | Девід Култхард      | Ред Булл-Рено      | 1:26.381  | 1:26.063  | 1:29.041  |
| 9  | Тімо Глок           | Тойота             | 1:26.919  | 1:26.164  | 1:29.593  |
| 10 | Себастьян Феттель   | Торо Россо-Феррарі | 1:26.702  | 1:25.842  | нема часу |
| 11 | Рубенс Барікелло    | Хонда              | 1:26.369  | 1:26.173  |           |
| 12 | Фернандо Алонсо     | Рено               | 1:26.907  | 1:26.188  |           |
| 13 | Дженсон Баттон      | Хонда              | 1:26.712  | 1:26.259  |           |
| 14 | Кадзукі Накадзіма   | Вільямс-Тойота     | 1:26.891  | 1:26.413  |           |
| 15 | Марк Веббер         | Ред Булл-Рено      | 1:26.914  | нема часу |           |
| 16 | Кімі Ряйкконен      | Феррарі            | 1:26.140  | нема часу |           |
| 17 | Джанкарло Фізікелла | Форс Індія-Феррарі | 1:27.207  |           |           |
| 18 | Себастьєн Бурде     | Торо Россо-Феррарі | 1:27.446  |           |           |
| 19 | Адріан Сутіл        | Форс Індія-Феррарі | 1:27.859  |           |           |
| 20 | Такума Сато         | Супер Агурі-Хонда  | 1:28.208  |           |           |
| 21 | Нельсон Піке (мол.) | Рено               | 1:28.330  |           |           |
| 22 | Ентоні Девідсон     | Супер Агурі-Хонда  | 1:29.059  |           |           |

### Перегони

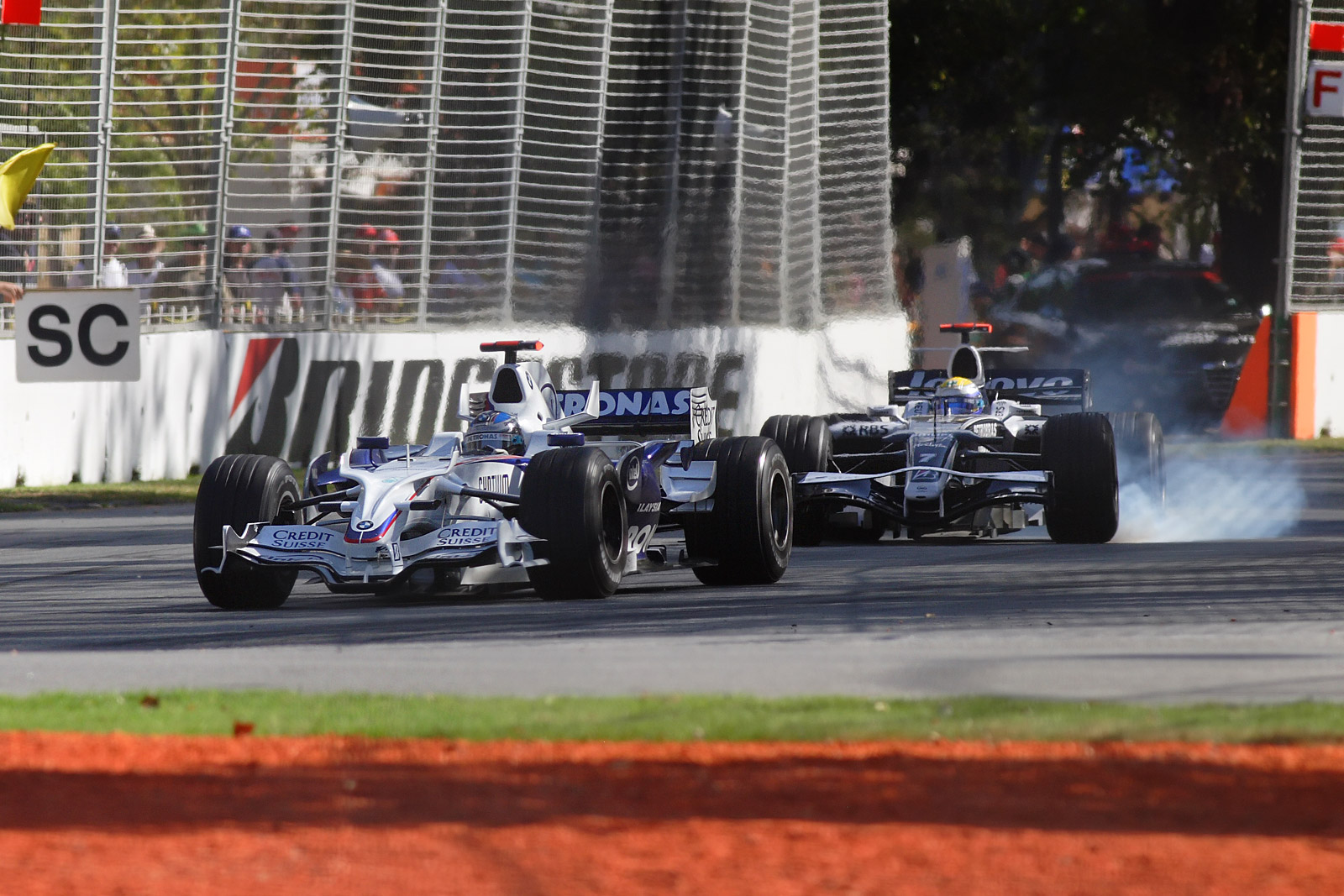
Двобій Хайдфельда та Росберга.

|      | Пілот               | Команда            | Кіл | Час         | Старт | Очок |
| ---- | ------------------- | ------------------ | --- | ----------- | ----- | ---- |
| 1    | Льюїс Хемілтон      | Макларен-Мерседес  | 58  | 1:34:50.616 | 1     | 10   |
| 2    | Нік Хайдфельд       | Заубер-БМВ         | 58  | +5.4        | 5     | 8    |
| 3    | Ніко Росберг        | Вільямс-Тойота     | 58  | +8.1        | 7     | 6    |
| 4    | Фернандо Алонсо     | Рено               | 58  | +17.1       | 11    | 5    |
| 5    | Хейкі Ковалайнен    | Макларен-Мерседес  | 58  | +18.0       | 3     | 4    |
| 6    | Кадзукі Накадзіма   | Вільямс-Тойота     | 57  | +1 коло     | 13    | 3    |
| 7    | Себастьєн Бурде     | Торо Россо-Феррарі | 55  | двигун      | 17    | 2    |
| 8    | Кімі Ряйкконен      | Феррарі            | 53  | двигун      | 15    | 1    |
| схід | Роберт Кубіца       | Заубер-БМВ         | 47  | аварія      | 2     |      |
| схід | Тімо Глок           | Тойота             | 43  | аварія      | 18    |      |
| схід | Такума Сато         | Супер Агурі-Хонда  | 32  | трансмісія  | 19    |      |
| схід | Нельсон Піке (мол.) | Рено               | 30  | аварія      | 20    |      |
| схід | Феліпе Масса        | Феррарі            | 29  | двигун      | 4     |      |
| схід | Девід Култхард      | Ред Булл-Рено      | 25  | аварія      | 8     |      |
| схід | Ярно Труллі         | Тойота             | 19  | електрика   | 6     |      |
| схід | Адріан Сутіл        | Форс Індія-Феррарі | 8   | гідравліка  | 22    |      |
| схід | Марк Веббер         | Ред Булл-Рено      | 0   | аварія      | 14    |      |
| схід | Дженсон Баттон      | Хонда              | 0   | аварія      | 12    |      |
| схід | Ентоні Девідсон     | Супер Агурі-Хонда  | 0   | аварія      | 21    |      |
| схід | Себастьян Феттель   | Торо Россо-Феррарі | 0   | аварія      | 9     |      |
| схід | Джанкарло Фізікелла | Форс Індія-Феррарі | 0   | аварія      | 16    |      |
| ДСК  | Рубенс Барікелло    | Хонда              | 58  | +52.4       | 10    |      |

Найшвидше коло: Хейкі Ковалайнен — 1:27.418
Кола лідирування: Льюїс Хемілтон — 50 (1-17, 22-42, 47-58), Хейкі Ковалайнен — 8 (18-21, 43-46).